# بخش ناکس (شهرستان کلمبیانا، اوهایو)
بخش ناکس (به انگلیسی: Knox Township) یک منطقهٔ مسکونی در ایالات متحده آمریکا است که در شهرستان کلمبیانا، اوهایو واقع شده‌است.
 بخش ناکس ۹۲٫۰ کیلومتر مربع مساحت و ۴٬۴۳۴ نفر جمعیت دارد و ۳۴۲ متر بالاتر از سطح دریا واقع شده‌است.